# Conroy
Conroy – rzeka we Francji, przepływająca przez teren departamentu Mozela, o długości 20 km. Stanowi lewy dopływ rzeki Orne.